# آنجلو موریوندو
آنجلو موریوندو (به انگلیسی: Angelo Moriondo) (٦ژوئن ۱۸۵۱–۳۱ مه ۱۹۱۴) یک مخترع ایتالیایی بود که معمولاً برای ثبت اختراع اولین ماشین اسپرسو در سال ۱۸۸۴ شناخته می‌شود. دستگاه او از ترکیبی از بخار و آب جوش برای دم کردن مؤثر قهوه استفاده کرد.